# Поцілунок (фільм, 1922)
Поцілунок (англ. Kissed) — американська комедійна мелодрама режисера Кінга Баггота 1922 року.

## У ролях
- Марі Прево — Констансія Кінер
- Ллойд Вітлок — доктор Шерман Мосс
- Лілліен Ленгдон — місіс Кінер
- Дж. Френк Глендон — Мерсон Торрі
- Артур Хойт — Горацій Пібоді
- Персі Челленджер — редактор Нідгем
- Гарольд Міллер — Бобб Реннсдейл
- Марі Крісп — міс Сміт
- Гарольд Гудвін — Джим Керночан